# Expédition Vanadis
L'expédition Vanadis est une expédition à la voile autour du monde avec la frégate Vanadis visitant l'Amérique du Sud, l'Océanie, l'Asie et l'Europe. Elle s'est déroulée entre 1883 et 1885 et est commandée par les Royaumes de Suède et de Norvège. L'expédition est de nature militaire, économique, diplomatique et scientifique. Il s'agit en partie d'une mission de formation et en partie de promotion du transport maritime et commercial suédois. Le capitaine du navire est Otto Lagerberg. Les autres participants sont le prince Oscar, le météorologue Gottfrid Fineman et le médecin et biologiste marin Dr Karl Rudberg, ainsi que plus de 300 officiers et marins. À bord se trouve également l'archéologue et ethnographe suédois Hjalmar Stolpe qui, lors d'excursions terrestres, collecte 7 500 artefacts culturels pour un futur musée ethnographique en Suède. Les objets sont acquis ou achetés auprès de résidents autochtones et occidentaux dans tous les endroits où l'expédition Vanadis s'arrête. Hjalmar Stolpe est accompagné du photographe Oscar Ekholm, ce qui permet de réaliser environ 700 photos.

## Déroulement
Le Vanadis quitte Karlskrona le 5 décembre 1883. La dernière étape en Europe est Lisbonne au Portugal, qu'ils atteignent le 23 décembre.

### Amérique du Sud

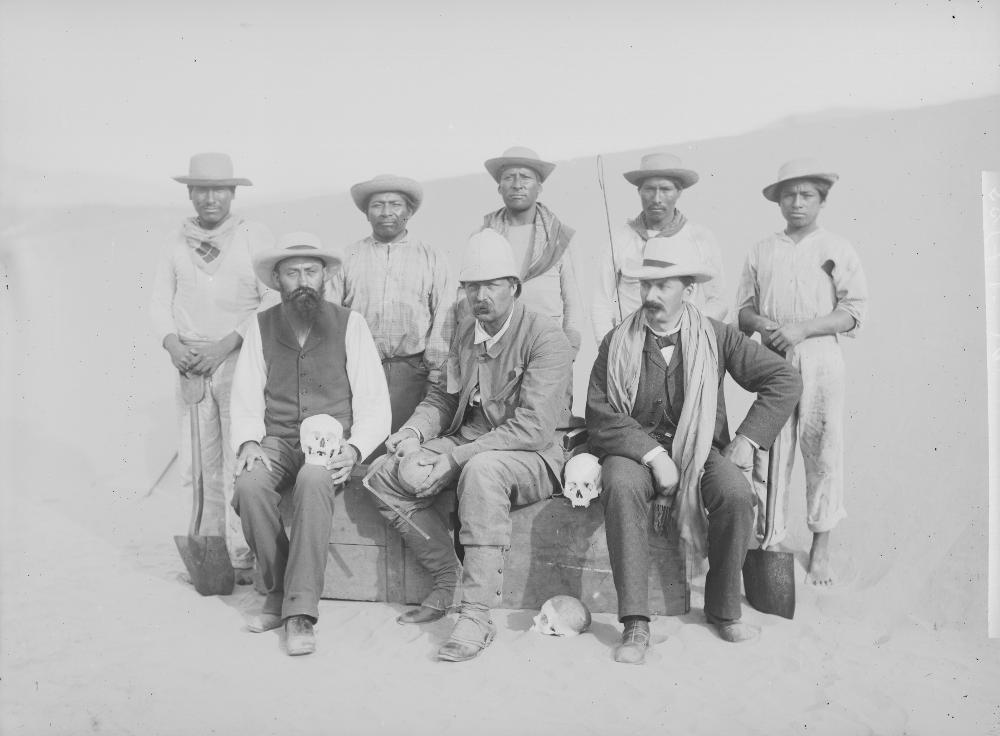
Hjalmar Stolpe lors des fouilles à Ancon, Pérou.

Le 23 janvier, Vanadis atteint Rio de Janeiro. Après le Brésil, le navire continue vers le sud jusqu'à Punta Arenas, la baie de Borja, l'anse Colombine (île Newton), Molyneux Sound et Green Harbour. Le 3 avril 1884, le Vanadis arrive à Callao, une ville portuaire à 10 km de Lima, pendant la visite du Vanadis à Lima, Hjalmar Stolpe fait des fouilles sur le site archéologique d'Ancon. De nombreux objets du Musée d'Ethnographie de Stockholm sont répertoriés comme provenant d'Ancón. Il s'agit notamment de cinq momies avec des objets funéraires, ainsi que des textiles collectés en surface. Ce matériel ainsi que les achats d'objets fabriqués par Stolpe au Pérou sont renvoyés à Stockholm.

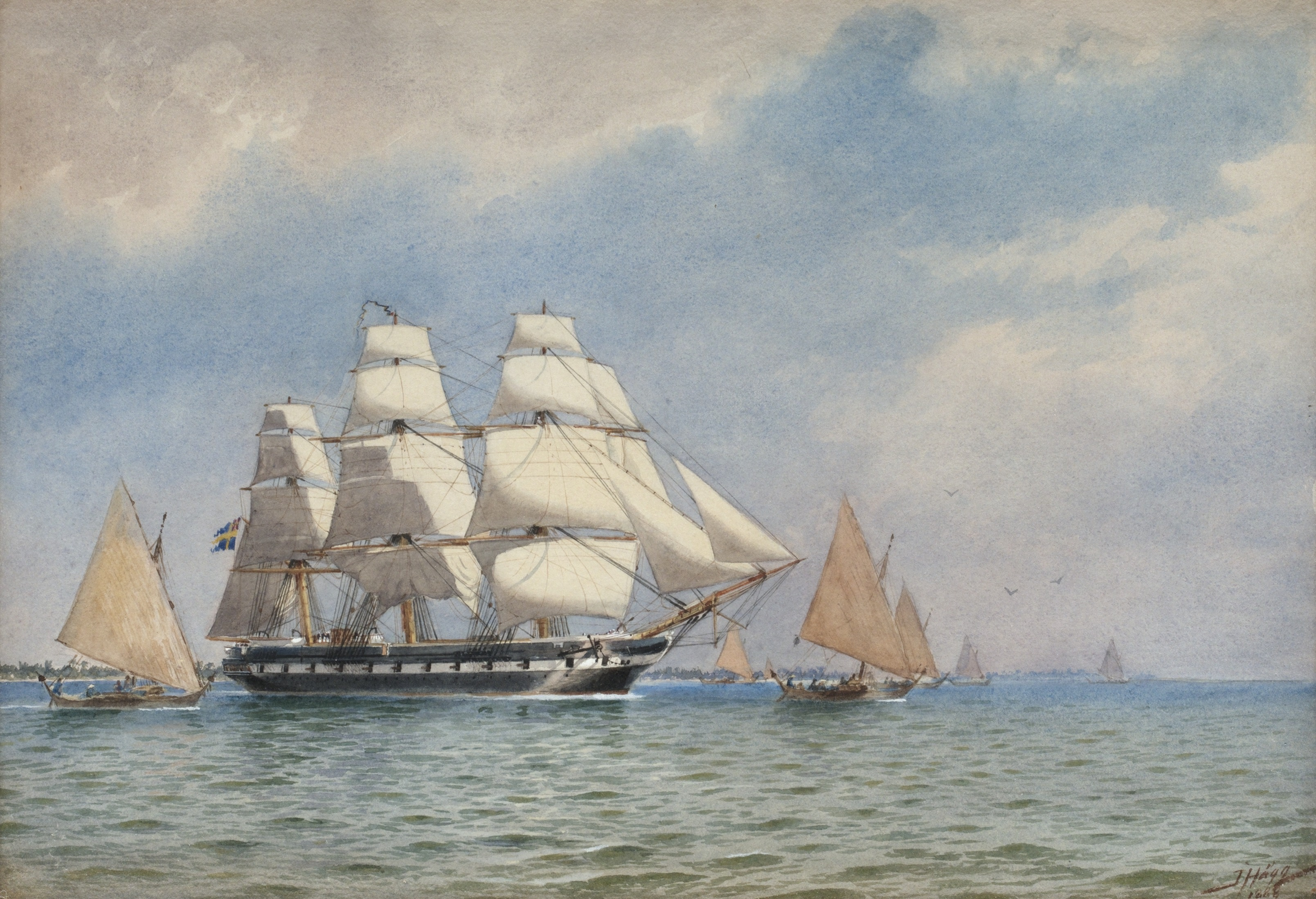
Le Vanadis s'approchant de Jaluit en 1884. Peinture de Jacob Hägg.

### Le Pacifique
Entre mai et août 1884, le Vanadis fait escale à plusieurs endroits dans les îles du Pacifique. Du 8 au 12 mai, ils atteignent le premier port, Nuku Hiva dans les îles Marquises et la prochaine étape est Fakarava dans les îles Tuamotu (15-17 mai). Tahiti, dans les îles de la Société, est la prochaine île et ils s'y sont arrêtés pendant près de deux semaines (19 mai – 2 juin), suivis par Oahu, dans les îles hawaïennes (20 juin – 10 juillet). Le capitaine Lagerberg et le prince rendent visite au palais et le roi Kalakaua visite le navire trois jours plus tard. Le prince et quelques compagnons font également une visite privée pour voir le volcan Kilauea. La dernière escale dans le Pacifique est Jaluit, dans les Îles Marshall (26 juillet - 2 août).

### Japon et Hong Kong (26 août - 29 octobre)
Après 3 semaines en mer, le Vanadis arrive au Japon et la première escale est Yokohama. Il est temps d’examiner le navire et de s’assurer de son état. Il y a aussi du temps pour une très courte audition chez l'empereur Meiji à Tokyo. Pendant leur séjour au Japon, ils connaissent un typhon très violent.

### Philippines (1er-6 novembre)
Lorsque le Vanadis arrive à Manille, l'accueil est écrasant. À l’époque, les Philippines font partie de l’ Empire espagnol et le gouverneur espagnol souhaite impressionner le prince héritier suédois. Et il a réussi, le prince héritier Oscar est surpris par tous les dîners, fêtes, excursions, drapeaux et décorations aux couleurs suédoises et feux d'artifice organisés pour eux.
Hjalmar Stolpe veut profiter de ce temps pour collecter des informations ethnographiques auprès des habitants. Il loue un bateau mais après seulement quelques heures de mer, des problèmes techniques sont survenus et ils sont contraints de retourner à terre près du village de Cabeaben, dans les montagnes de Mariveles. Ici, ils rencontrent des gens et Ekholm prend environ 20 photographies  et Stolpe documente les tatouages et réussit à mettre la main sur 80 objets, la plupart provenant du voyage en bateau à Mariveles.

### Bangkok (17-22 novembre)
Dix jours après que le Vanadis ait quitté Manille, ils atteignent Bangkok au Siam (Thaïlande). Ils sont accueillis par le navire royal HMS Vesatri et les Suédois se sont rendus à Vesatri où ils sont accueillis par le capitaine danois du navire Andreas du Plessis de Richelieu et son jeune frère, le lieutenant Louis du Plessis de Richelieu. Le voyage vers Bangkok traverse ce que l'équipage décrit comme des paysages très exotiques, puis remonte la rivière Chao Phraya. À bord, le déjeuner est servi avec l'animation d'un orchestre d'une quarantaine de personnes et après cinq heures, le yacht est amarré au Grand Palais.
L'événement le plus important est l'audience avec le roi Rama V. Le commandant Otto Lagerberg, le prince Oscar et les autres officiers reçoivent une invitation et après les honneurs habituels se déroulent un divertissement et une exposition du Grand Palais et du Wat Phra Kaeo,.
La visite ne dure que quelques jours, mais pendant ce temps, Stolpe réussit à rassembler une collection grâce aux cadeaux des fonctionnaires rencontrés mais aussi en achetant des objets de tous les jours dans les bazars.

### Singapour (28 novembre – 3 décembre)
Le Vanadis atteint Singapour le 28 novembre. C'est un arrêt relativement court. Ekholm réussit à prendre plusieurs portraits de diverses personnes de la région et Stolpe rencontre Wilhelm von Malein, un Russe qui parlait suédois. Avec l'aide de Malein, Stolpe achète des objets originaires de Java, Bornéo et Malacca.

### Inde (16 décembre 1884 - février 1885)
Malheureusement, il y a un conflit de caractères entre Hjalmar Stolpe, l'ethnographe de l'expédition, et le capitaine du navire, Otto Lagerberg, et lorsque le Vanadis atteint Calcutta en décembre 1884, Stolpe quitte l'expédition et obtient des permis pour voyager à travers le nord de l'Inde et le Cachemire durant trois mois. Il prend ses propres dispositions pour le voyage de retour en Suède. Au cours de son séjour en Inde, Stolpe collecte de nombreux objets ethnographiques dans le but de fournir « une image beaucoup plus riche du mode de vie et de la position culturelle des peuples du nord de l'Inde ».

### Afrique (février-mars 1885)
En provenance de l'Inde, le Vanadis s'arrête à Aden, Jemen. Svante Natt och Dag raconte dans son livre sur Aden que « tout ce qu'il y a à dire, c'est que nous sommes arrivés, nous nous sommes arrêtés et sommes partis ». Le 20 février 1885, le navire entre à Massawa, en Érythrée. Ici, ils voient des soldats italiens et ont également rencontré des missionnaires suédois et ont visité leur station missionnaire. Les missionnaires découvrent également le Vanadis et déjeunent sur le bateau et le 25 février ils quittent Massawa. Début mars, ils atteignent le canal de Suez et Port-Saïd, en Égypte. Le prochain arrêt est Alexandrie le 11. Au cours de ce voyage, ils visitèrent également le khédive d'Égypte, Tewfik Pacha.

### Malte et Suède (mars-mai 1885)
Le 24 mars, le Vanadis jette l'ancre à La Valette à Malte. Ils y rencontrent le consul général Olof Fredrik Gollcher, qui organise une visite au théâtre du prince héritier et de quelques autres personnes. Après quatre jours à Malte, Vanadis continue vers Gibraltar qu'ils atteignirent le 11 avril. La dernière étape avant Stockholm est Karlskrona et le 9 mai, Vanadis jetait l'ancre à Stockholm.